# Liste profanierter Kirchen im Erzbistum München und Freising
Die Liste profanierter Kirchen im Erzbistum München-Freising führt Kirchen und Kapellen im Erzbistum München-Freising auf, die profaniert wurden. Sie wurden oder werden verkauft, umgewidmet, umgebaut oder abgerissen.

## Liste
| Bild | Kirche                                                               | Ort        | Baujahr   | profaniert         | Nachnutzung |
| ---- | -------------------------------------------------------------------- | ---------- | --------- | ------------------ | --- |
|      | Augustinerkirche St. Johannes der Täufer und Johannes der Evangelist | München    | 13. Jh.   | 1803               | Heute Sitz des Jagd- und Fischereimuseums                                                                               |
|      | Karmelitenkirche St. Nikolaus                                        | München    | 1654–1660 | 1803               | Heute u. a. Archiv des Erzbistums.                                                                                      |
|      | St. Salvator                                                         | München    | 1494      | 1803               | Ab der Säkularisierung 1803 im Besitz der Bayerischen Krone, seit 1828 Nutzung durch die griechisch-orthodoxe Gemeinde. |
|      | Allerheiligen-Hofkirche                                              | München    | 1826–1838 | 1944               | Schwere Zerstörung im Zweiten Weltkrieg. Teilweiser Wiederaufbau ab 1972.                                               |
|      | St. Benedikt                                                         | Ebenhausen | 1965      | 2023, 30. Dezember | |